# Vilosnes-Haraumont
 Vilosnes-Haraumont  là một xã thuộctỉnh Meuse trong vùng Grand Est đông bắc nước Pháp. Xã này nằm ở khu vực có độ cao từ 174-387 mét trên mực nước biển. Dân số theo điều tra năm 1999 của INSEE là 202 người.